# موزه میرائیکان

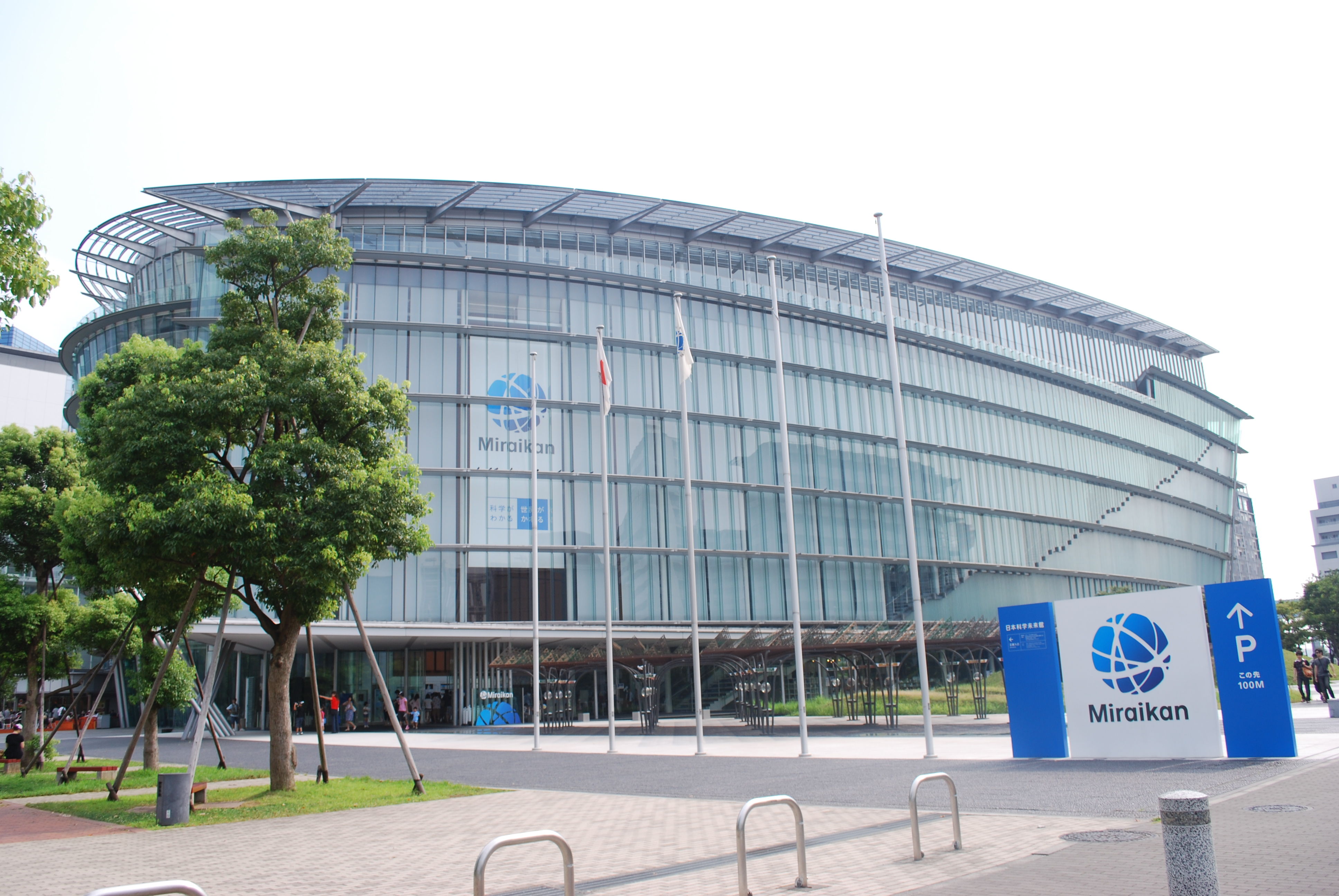
موزه میرائیکان.

موزه میرائیکان یا موزه آینده (به ژاپنی: 日本科学未来館 Miraikan) (به انگلیسی: National Museum of Emerging Science and Innovation) یک نوع موزه علمی است که در منطقهٔ کوتو در توکیو، پایتخت ژاپن واقع شده‌است.